# مهدی بنی‌افشار
مهدی بنی‌افشار بازیکن فوتبال اهل آستارا که عضو باشگاه فوتبال ملوان بندر انزلی، منتخب نوجوانان گیلان و تیم ملی فوتبال نوجوانان ایران است. وی یکی از ۲۶ بازیکن دعوت شده توسط حمید علیدوستی به اردوی تیم ملی نوجوانان جهت شرکت در تورنمت ۱۰ جانبه ژاپن بود که با قهرمانی ایران پایان یافت. بنی‌افشار گل پیروزی بخش ایران مقابل نوجوانان ژاپن را به ثمر رسانید. وی از بازیکنان نهایی تیم ملی برای مرحله مقدماتی رقابتهای قهرمانی نوجوانان آسیا می‌باشد.